# 光専寺 (かほく市)
光専寺（こうせんじ）は、石川県かほく市にある真宗大谷派の寺院。本尊は阿弥陀如来。

## 歴史
この寺の創建年代等については不詳であるが、当初は天台宗の寺院として創建されたと伝えられ、戦国時代に浄土真宗の寺となったという。戦国時代から江戸時代はじめにかけて寺地を転々とし、現在の場所へ移ったのは1762年（宝暦12年）である。